# Fòsfor en les plantes

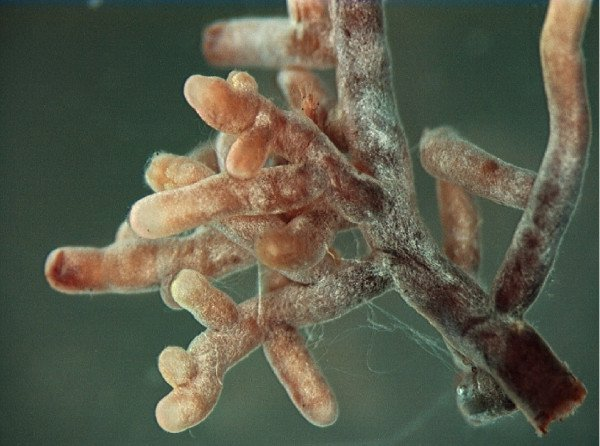
Els fongs micorriza ajuden a la captació de fòsfor per les plantes

El fòsfor a les plantes és un important macronutrient, compon al voltant del 0,2% del pes sec de les plantes. És un component de molècules clau com són els àcids nucleics, fosfolípids i ATP, i en conseqüència, les plantes no poden creíxer sense un subministrament segur d'aquest. El fòsfor inorgànic també està involucrat en el control de reaccions clau enzimàtiques i en la regulació de vies metabòliques. Després del nitrogen, el fòsfor és el segon nacronutrient que amb més freqüència limita el creixement de les plantes. Les plantes superiors i les algues i fongs tenen mecanismes similars per la captura, transport, compartimentació i redistribució del fòsfor dins les plantes.

## El fòsfor en el sòl
Encara que la quantitat total de fòsfor en el sòl pot ser alta, sovint es presenta en forma no disponible o en formes que són disponibles només fora de la rizosfera. Pocs sòls sense fertilitzar alliberen prou ràpidament fòsfor per donar suport a les altes taxes de creixement de les espècies de plantes cultivades. En molts sistemes agrícoles en els quals l'aplicació de fòsfor és necessària per assegurar la productivitat de les plantes, la recuperació del fòsfor aplicat per les plantes durant l'estació de creixement és molt baixa perquè en el sòls més del 80% del fòsfor esdevé immòbil i no disponible perquè el capturin les plantes per la seva adsorció, precipitació o la conversió a la forma de fòsfor orgànic.
El fòsfor del sòl es troba en diferents formes com a fòsfor orgànic o fòsfor mineral. És important fer èmfasi en el fet que del 20 al 80% del fòsfor del sòl es troba en la forma orgànica de la qual l'àcid fític (hexafosfat d'inositol) és normalment el component principal. La resta es troba en la fracció inorgànica que conté 170 formes minerals de fòsfor. Els microbis del sòl alliberen formes immòbils de fòsfor a la solució del sòl i també són responsables de la immobilització del fòsfor. La baixa disponibilitat del sòl en la massa del sòl limita la seva incorporació dins les plantes. Minerals més solubles com el potassi es desplacen a través del sòl per flux i difusió, però el fòsfor es desplaça principalment per difusió. Com que la taxa de difusió es baixa (10−12 a 10−15 m2s−1), una alta captura per les plantes al voltant de l'arrel crea una zona buidada de fòsfor.
La geometria i morfologia de les arrels de les plantes és important per maximitzar la incorporació de fòsfor, perquè els sistemes radiculars que tinguin les més altes relacions d'àrea de superfície respecte al volum exploraran un més alt volum de sòl (Lynch, 1995). Per aquestes raons les micorriza són també importants per l'adquisició de fòsfor per les plantes, donat que les hifes dels fongs incrementen molt el volum de sòl que exploren les plantes. En certes espècies, es formen grups d'arrels (arrels proteoides) en resposta a les limitacions de fòsfor. Aquestes arrels especialitzades exsuden grans quantitats d'àcids orgànics (fins al 23% de la fotosíntesi neta), els quals acidifiquen el sòl i quelaten ions de metalls al voltant de les arrels, donant com a resultat la mobilització del fòsfor i d'alguns micronutrients.

## Incorporació del fòsfor inorgànic
La incorporació de fòsfor en els plantes planteja un problema per les plantes donat que la concentració d'aquest mineral en la solució del sòl és baixa però el requeriment per les plantes és alt. La forma de fòsfor més disponible per les plantes és el fòsfor inorgànic (Pi), la concentració del qual rarament ultrapassa 10 μm en les solucions de sòl. Per tant, les plantes han de tenir transportadors especialitzats en la interfície arrel/sòl per poder extreure Pi de les solucions de concentracions micromolars, com també altres mecanismes per a transportar Pi a tavés de les membranes entre compartiments intracel·lulars, on les concentracions de Pi poden ser 1000 vegades més altes que en la solució externa. També hi ha d'haver sistemes d'eflux que juguin un paper en la redistribució d'aquest important recurs quan ja no està disponible fòsfor en el sòl o no és adequat.
La forma en la qual el Pi existeix canvia d'acord amb el pH. Els pKs per la dissociació de H3PO4 en H2PO4−i després en HPO42− són 2,1 i 7,2, respectivament. Per tant, per sota de pH 6,0, la majoria del fòsfor inorgànic (Pi) estarà present com espècie química monovalent H₂PO₄, mentre que H₃PO₄ i HPO₄2- estran presents només en proporcions menors. La majoria dels estudis que s'han fet sobre la dependència del pH en la incorporació de Pi en les plantes superiors han trobat que les taxes d'incorporació són més altes entre els pH 5,0 i 6,0, on domina el H2PO4 (Ulrich-Eberius et al., 1984: Furihata et al., 1992), cosa que suggereix que el fòsfor inorgànic es captura en la seva forma monovalent.
Sota condicions fisiològiques normals hi ha un requeriment per a transport utilitzant energia del Pi a través de la membrana plasmàtica des del sòl, cap a la planta donat que la concentració relativament alta de Pi en el citoplasma i el negatiu potencial de membrana que caracteritza les cèl·lules de les plantes. Les plantes tenen diversos transportadors, a través de les membranes cel·lulars, de fòsfor inorgànic.

## Regulació de la incorporació de fòsfor inorgànic
El fòsfor inorgànic en el citoplasma es manté a concentracions constants (5–10 mm), més o menys independentment de les concentracions externes de fòsfor inorgànic, excepte sota esgotament sever de fòsfor. En contrast amb això, el fòsfor inorgànic vacuolar varia àmpliament; sota condicions de pobresa de fòsfor, el fòsfor inorgànic vacuolar pot ser gairebé indetectable. Sembla que el fòsfor vacuolar ni ultrpassa mai els 25 mm.
Quan el subministrament de fòsfor inorgànic és limitat, les plantes fan créixer més arrels, incrementen la taxa de captura per les arrels des del sòl, retransloca fòsfor inorgànic des de les fulles més velles, i esgota les reserves de fòsfor vacuolar. A més els fongs mycorrhizics poden colonitzar més extensivament les arrels. D'altra banda, quan les plantes tenen un subministrament adequat de Pi i l'absorbeixen a taxes que excedeixen la demanda, actuen un gran nombre de processos per evitar l'acumulació de concentracions tòxiques de fòsfor inorgànic. Aquests processos inclouen la conversió de Pi en compostos d'emmagatzemament orgànics (p.e. àcid fític), una reducció de la taxa de captura de Pi des de la solució exterior i la pèrdua de fòsfor inorgànic per eflux, la qual pot estar entre el 8 i el 70% d l'influx. Qualsevol o cap d'aquests processos poden ser estratègies per mantenir la homeostasi intracel·lular.

## Translocació de fòsfor en la planta
En les plantes amb suficient fòsfor la majoria del fòsfor absorbit per les arrels es transporta pel xilema a les fulles més joves. Les concentracions de fòsfor en el xilema van des d'1 mm en plantes amb molt poc fòsfor a 7 mm en plantes que creixen en solucions que contenen 125 μm de fòsfor inorgànic. També hi ha una translocació significativa de fòsfor inorgànic en el floema des de les fulles més velles als brots en creixement i des dels brots a les arrels. En plantes deficients en fòsfor, el subministrament de fòsfor als brots des de les arrels via el xilema se suplementa per una mobilització incrementada del fòsfor emmagatzemat en les fulles més velles i la retranslocació tant de les fulles més joves com dels brots en creixement.

## Mycorrhyzae
En més del 90% de les plantes terrestres es formen associacions simbiòtiques amb fongs mycorrhiza. En aquestes plantes les hifes dels fongs tenen un paper important en l'adquisició de fòsfor per les plantes. Les Mycorrhizae es poden dividir en dues categories principals: ectomycorrhizae i endomycorrhizae, de les quals les mycorrhizae vesiculars arbusculars són les més esteses en el regne de les plantes. La simbiosi mycorrhizal està fonamentada en el bescanvi mutualístic de carboni de la planta al fong i del fòsfor i altres nutrients minerals del fong cap a la planta. L'entrada de fòsfor en les arrels colonitzades per fongs mycorrhizals pot ser de 3 a 5 vegades més alta que ene les arrels sense fongs mycorrhizals (taxes de 10−11 mol m−1 s−1) 
Hi ha un gran nombre de factors que poden contribuir a la taxa incrementada de captura de fòsfor inorgànic en les plantes micorrhizades- L'extensa xarxa d'hifes permet explorar un volum més gran de sòl a la planta. A més els fongs micorrhizals poden extreure el fòsfor del sòl de manera més eficient que no pas altres fongs del sòl.